# Milziade (nome)
Milziade  è un nome proprio di persona italiano maschile.

## Varianti
- Maschili: Melchiade[1][3]

### Varianti in altre lingue
- Catalano: Melcíades[4]
- Croato: Miltijad
- Francese: Miltiade
- Greco antico: Μιλτιάδης (Miltiades)[1][5][6]
- Greco moderno: Μιλτιάδης (Miltiadīs)
- Latino: Miltiades[1], Melchiades[1]
- Portoghese: Melquíades
- Russo: Мильтиад (Mil'tiad)
- Spagnolo: Melcíades[4], Melquíades[4]

## Origine e diffusione
Deriva dal nome greco Μιλτιάδης (Miltiades), basato sul termine μίλτος (miltos, "terra rossa", "ocra rossa") combinato con il suffisso patronimico ιδης (ides); si trattava probabilmente di un soprannome usato per uomini dalla barba o dai capelli rossi, analogo quindi per semantica a vari altri nomi quali Rufo, Rosso, Porfirio, Pirro. La variante "Melchiade" è una forma alterata documentata già dal tardo nome latino Melchiades.
È noto per essere stato portato da Milziade, il generale che guidò alla vittoria i greci contro i persiani nella battaglia di Maratona; la diffusione di Milziade è in parte proprio una ripresa recente del nome dello stratega, e in parte un riflesso del culto di san Milziade. In Italia è attestato principalmente al Centro e, disperso, anche al Nord, ma è comunque raro.

## Onomastico
L'onomastico viene festeggiato il giorno 10 gennaio (o il 10 dicembre) in onore di san Milziade o Melchiade, papa.

## Persone
- Milziade, papa
- Milziade, militare ateniese

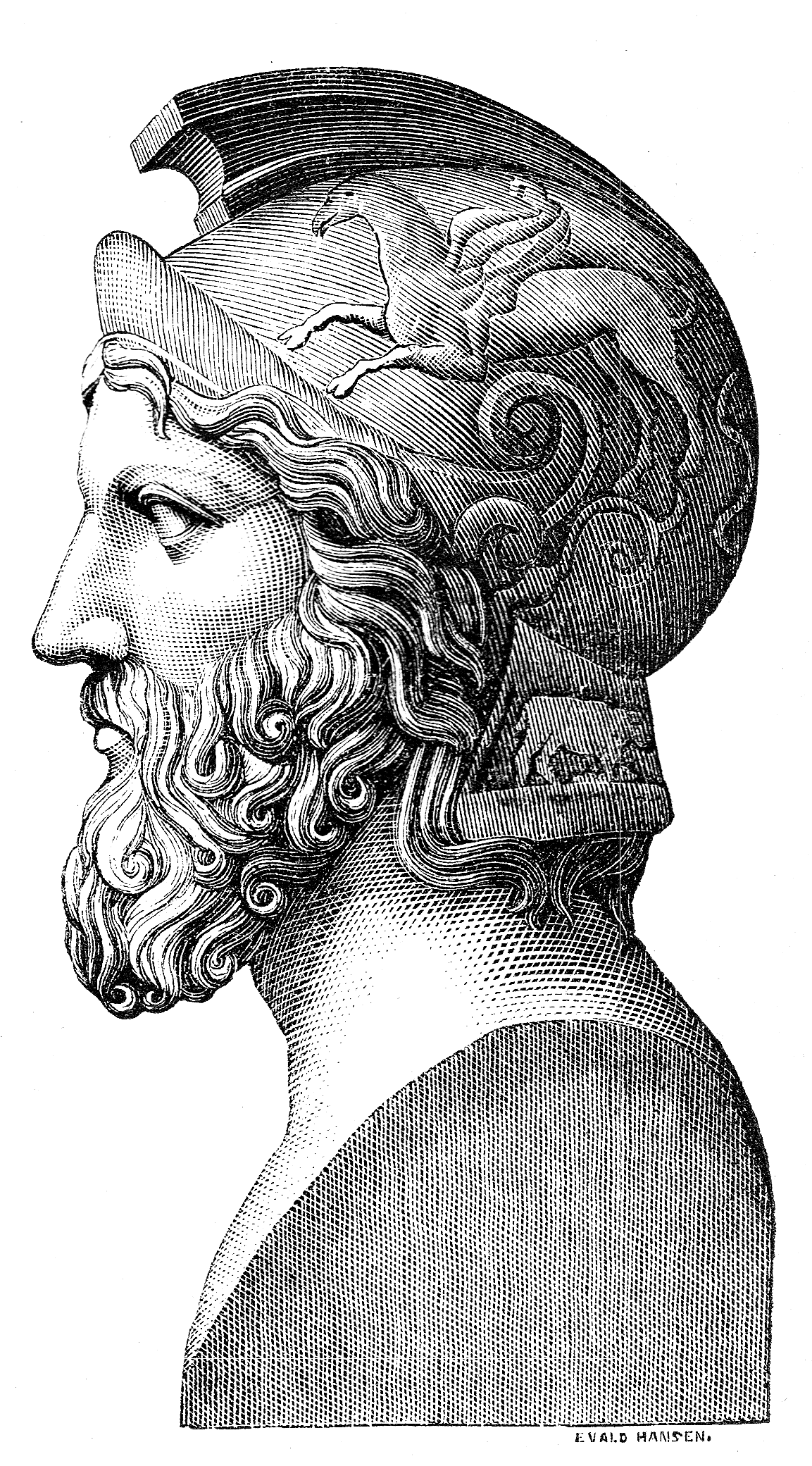
Milziade

- Milziade il Vecchio, militare e politico ateniese
- Milziade Caprili, politico italiano
- Milziade Magnini, medico e politico italiano
- Milziade Venditti, magistrato e politico italiano

### Variante Miltiadīs

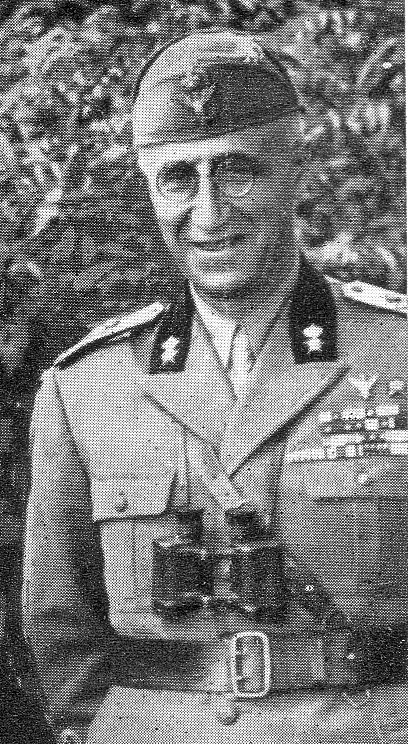
Melchiade Gabba

- Miltiadīs Carydīs, direttore d'orchestra greco
- Miltiadīs Evert, politico greco
- Miltiadīs Gouskos, pesista greco
- Miltiadīs Sapanīs, calciatore greco
- Miltiadīs Tentoglou, lunghista greco

### Variante Melchiade
- Melchiade Coletti, sceneggiatore e regista cinematografico italiano
- Melchiade Gabba, generale e politico italiano

### Variante Melquíades
- Melquíades Álvarez, avvocato e politico spagnolo
- Melquíades Álvarez Caraballo, nuotatore spagnolo
- Melquíades Jaramillo, cestista venezuelano

### Altre varianti
- Miltiades Manno, calciatore, canottiere e scultore ungherese
- Milcíades Morel, calciatore paraguaiano